# Lucinoma borealis
Lucinoma borealis är en musselart som först beskrevs av Carl von Linné 1767.  Lucinoma borealis ingår i släktet Lucinoma och familjen Lucinidae. Arten är reproducerande i Sverige. Inga underarter finns listade i Catalogue of Life.

## Bildgalleri

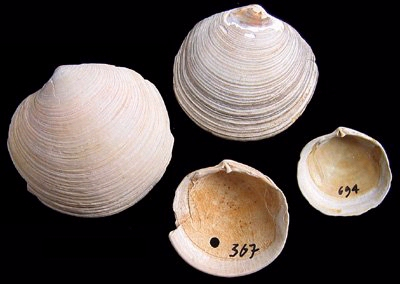